# Медведево (Гомельская область)
Медве́дево (бел. Медзвядзёва) — деревня в Потаповском сельсовете Буда-Кошелёвского района Гомельской области Белоруссии.
На востоке и севере граничит с лесом.

## География

### Расположение
В 6 км на запад от районного центра и железнодорожной станции Буда-Кошелёвская (на линии Жлобин — Гомель), 44 км от Гомеля.

## Транспортная сеть
Рядом автодорога Буда-Кошелёво — Гомель. Планировка состоит из прямолинейной улицы, ориентированной с юго-востока на северо-запад, к центру которой присоединяется с северо-востока короткая прямолинейная улица. Застройка двусторонняя, деревянными домами усадебного типа.

## История
По письменным источникам известна с начала XX века как селение в Рогачёвском уезде Могилёвской губернии. Наиболее активная застройка приходится на 1920-е годы. В 1930 году организован колхоз. На фронтах Великой Отечественной войны погибли 17 жителей деревни. В 1950-х годах действовала база Буда-Кошелёвской МТС. В 1959 году в составе хозяйства Буда-Кошелёвского аграрно-технического колледжа (центр — город Буда-Кошелёво).

## Население

### Численность
- 2018 год — 18 жителей.

### Динамика
- 1959 год — 381 житель (согласно переписи).
- 2004 год — 35 хозяйств, 46 жителей.